# Grossenbrode
Grossenbrode (tyska: Großenbrode) är en kommun (Gemeinde) och badort i Kreis Ostholstein i det tyska förbundslandet Schleswig-Holstein. Grossenbrode ligger vid Östersjön, ca 80 kilometer från Lübeck, nära ön Fehmarn. Fram till 1963, då färjeförbindelsen Rødby-Puttgarden etablerades, hade orten färjeförbindelse med Gedser i Danmark.
Kommunen ingår i kommunalförbundet Amt Oldenburg-Land tillsammans med ytterligare fem kommuner.

## Bilder

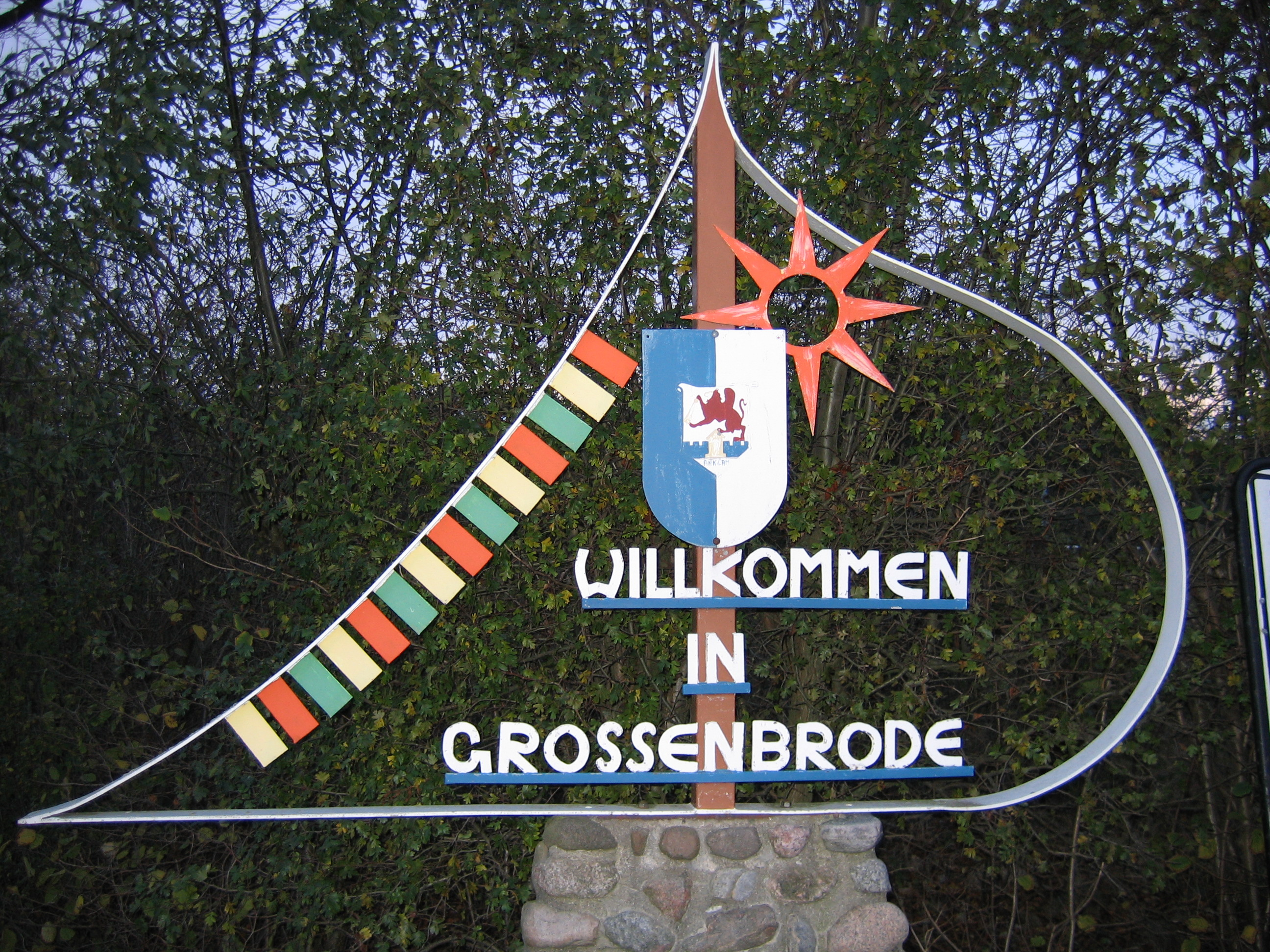
Välkomstskylt
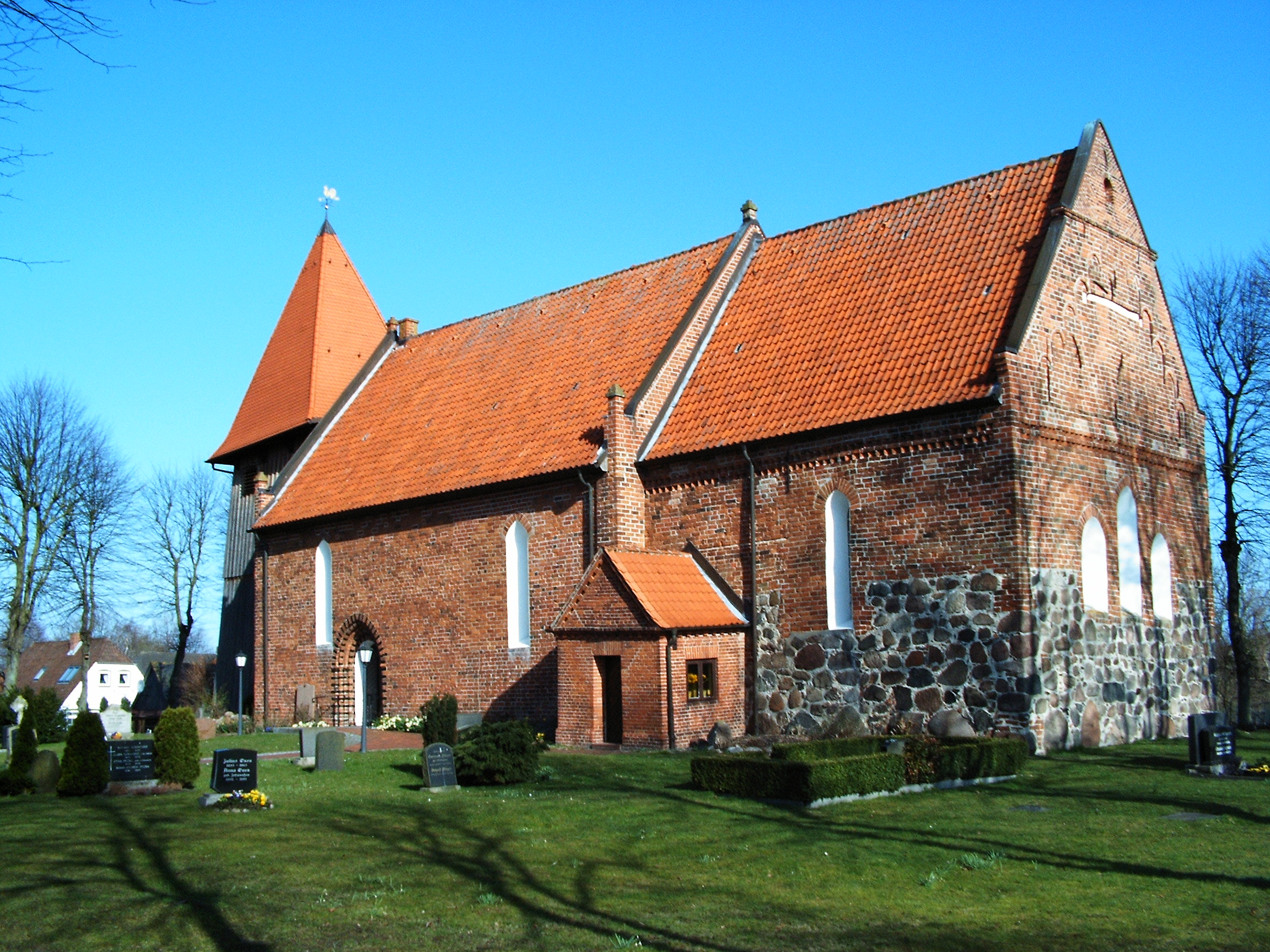
Kyrkan
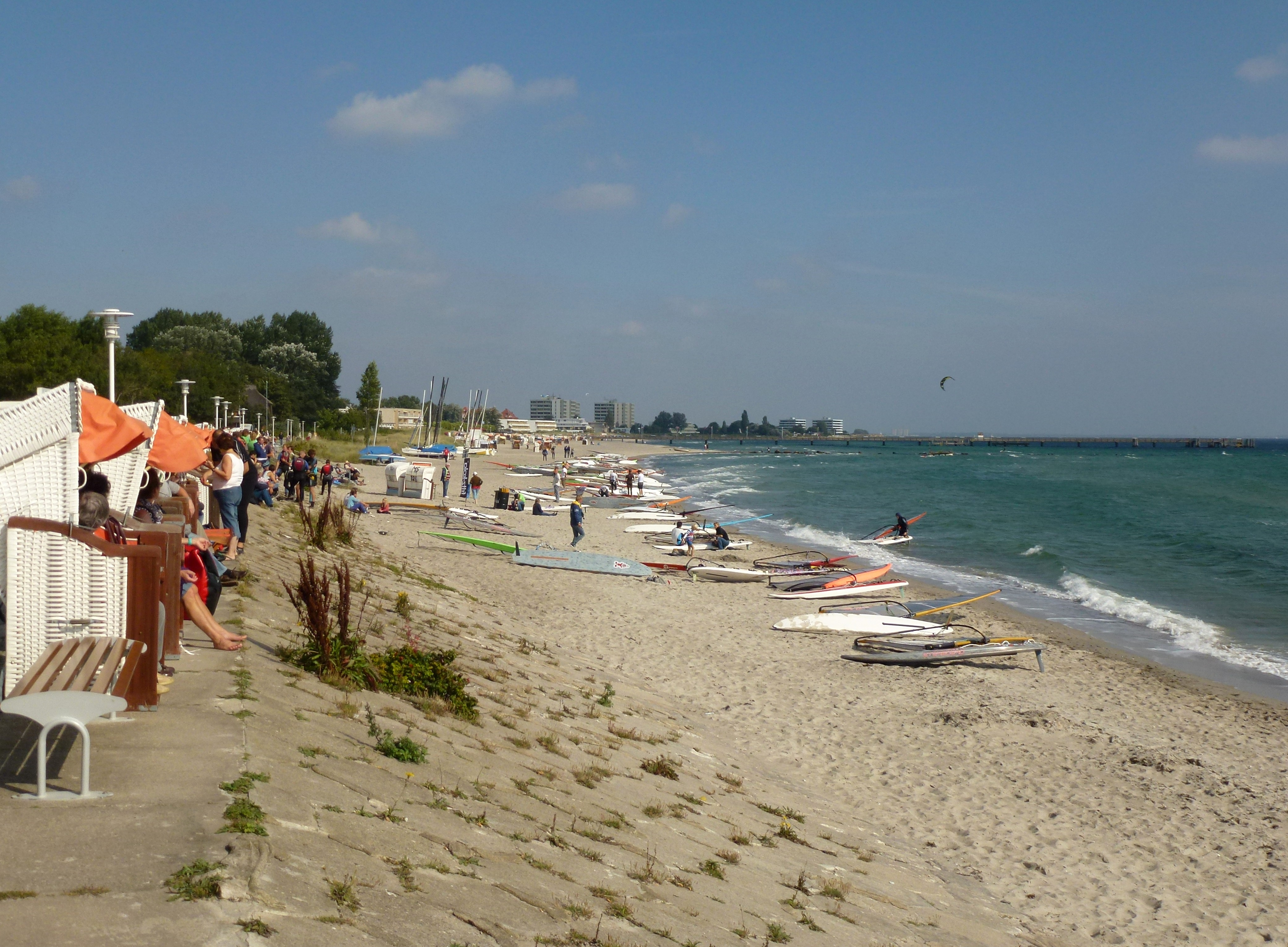
Stranden